# Hochschule Ruhr West
Die Hochschule Ruhr West (abgekürzt: HRW) ist eine staatliche Fachhochschule in Nordrhein-Westfalen mit ingenieurwissenschaftlicher Ausrichtung, deren Gründung durch die Landesregierung im Wintersemester 2009 erfolgte.
Zu den Merkmalen der HRW gehört die anwendungsorientierte Forschung.
Fünf Forschungsschwerpunkte wurden bislang entwickelt:
- Berührungslose oder minimal-invasive Methoden
- Intelligente Mobilität
- Positive Computing
- Wasserökonomik und Wasserwirtschaft
- Künstliche Intelligenz aus ökonomischer Perspektive[3]
- MARTA - Mathematical Research for Technical Applications

Unter den Wirtschaftspartnern der HRW befinden sich u. a. die Rheinisch-Westfälische Wasserwerksgesellschaft, der Siemens Sector Energy, der Movie Park Germany, die Salzgitter AG, Europipe und Dekra.

## Geschichte
Die NRW-Landesregierung hat am 28. Mai 2008 einen Wettbewerb zur Gründung von drei neuen Fachhochschulen ausgelobt, von denen zwei Einrichtungen im Ruhrgebiet gelegen sein sollten. Die Städte Mülheim und Bottrop bewarben sich gemeinsam, unterstützt durch zahlreiche Unternehmen der Region, um die naturwissenschaftlich-technisch ausgerichtete Fachhochschulneugründung. Am 28. November 2008 erhielt die Bewerbung um die Fachhochschule Westliches Ruhrgebiet den Zuschlag des Landeskabinetts. Mit Beginn des Wintersemester 2009 hat die HRW den Betrieb aufgenommen, 80 Studenten waren in den Fächern Maschinenbau und Wirtschaftsingenieurwesen-Energiesysteme eingeschrieben. Die Aufnahme des Studienbetriebes erfolgte zeitlich noch bevor die endgültigen Standorte in Mülheim und Bottrop realisiert waren. Bis zum Umzug in die neu errichteten Gebäude war die Hochschule in Containerdörfern untergebracht.

### Standort Mülheim an der Ruhr⊙51.4274516.857548

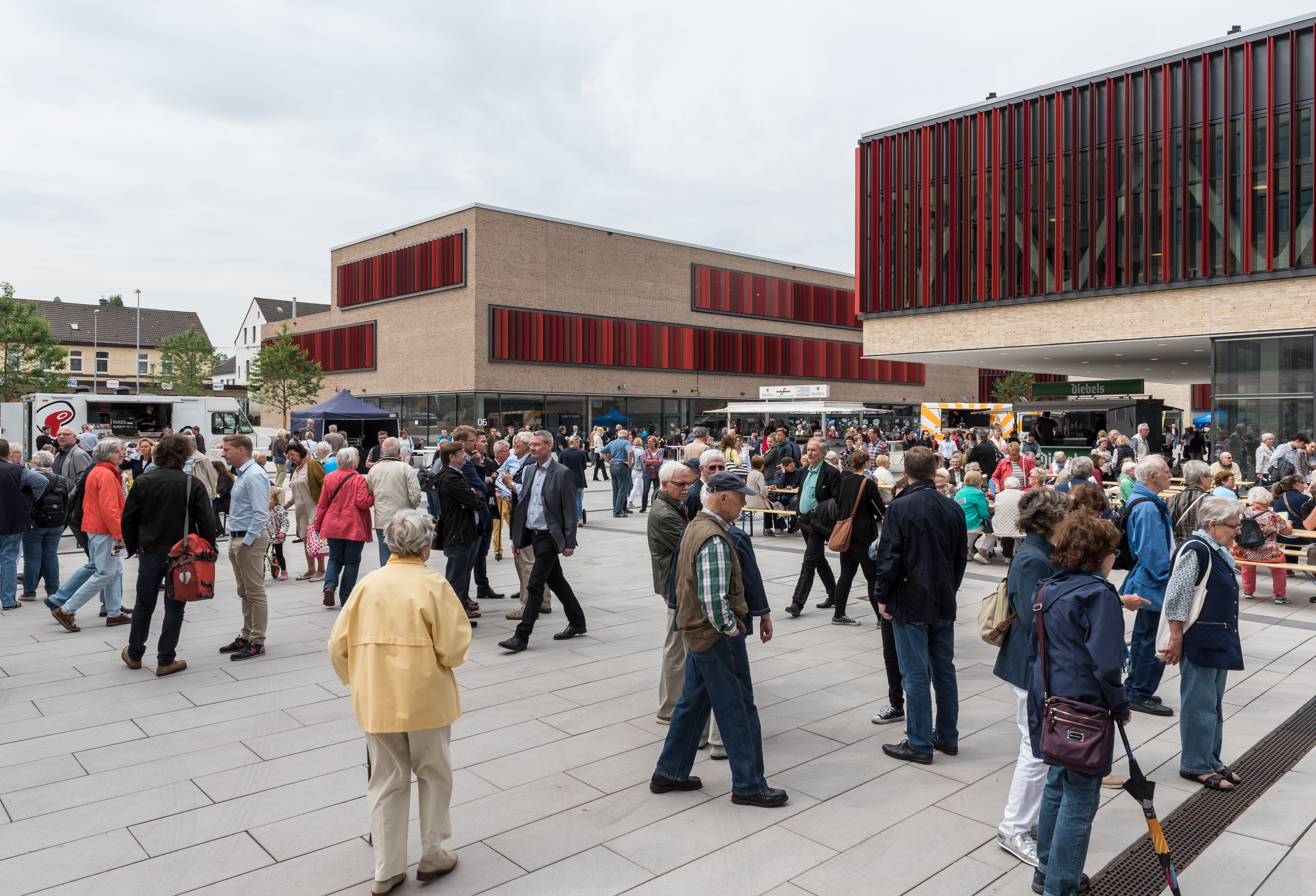
Feier zur Eröffnung des Mülheimer Campus am 11. Juni 2016

Zwischen 2009 und 2012 wurde die Fachhochschule zunächst in angemieteten Räumen und zusätzlich errichteten Containern auf dem Gelände des Siemens-Technologieparks betrieben. Ein Pavillondorf als Interimstandort in Styrum wurde im März 2012 eröffnet.
Für den endgültigen Campus wurde der Neubau im Stadtteil Broich errichtet. Entgegen der ursprünglichen Planung, die Fachhochschule in die Ruhrbania-Promenade zu integrieren, entstand die neue Hochschule auf dem Gelände des ehemaligen Ausbesserungswerks der Bundesbahn an der Duisburger Straße.
Der zweistufige Wettbewerb um die Planung des Hochschulcampus endete mit der Preisgerichtssitzung Ende November 2010. Sieger dieses Verfahrens war das Architekturbüro HPP (Hentrich-Petschnigg & Partner) aus Düsseldorf, gemeinsam mit ASTOC Architects & Planners, Winter Ingenieure und der Planergruppe Oberhausen GmbH. Der Campus wurde am 6. Juni 2016 offiziell eröffnet. Am 11. Juni fand zu diesem Anlass eine große Eröffnungsfeier statt, auf der sich u. a. die verschiedenen Forschungs- und Lehrgebiete der Öffentlichkeit vorstellten.
Der Hochschulkomplex an der Duisburger Straße umfasst eine Bruttogeschossfläche von 62.500 Quadratmetern, bestehend aus insgesamt acht Gebäuden: vier Institutsgebäuden, einem Hörsaalzentrum, einem Gebäude mit Bibliothek und Servicecenter, einer Mensa und einem Parkhaus. Die zwei- bis sechsgeschossigen Gebäude sind mit hellen Klinkerfassaden, großflächigen Fenstern und roten Sonnenschutzlamellen ausgestattet. Das gesamte Investitionsvolumen umfasste 139 Millionen Euro inklusive Grundstücksankauf.

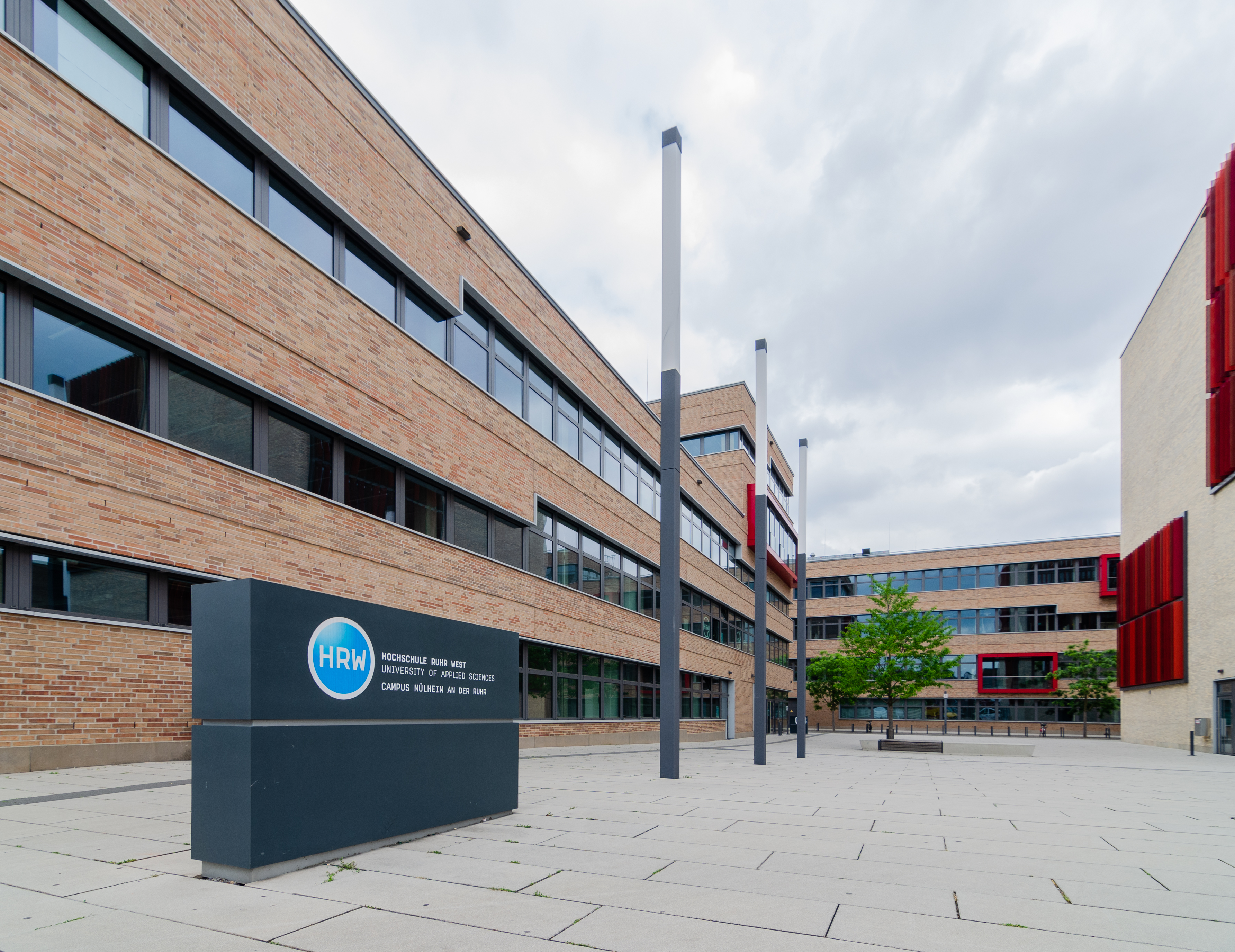
Gebäude 3
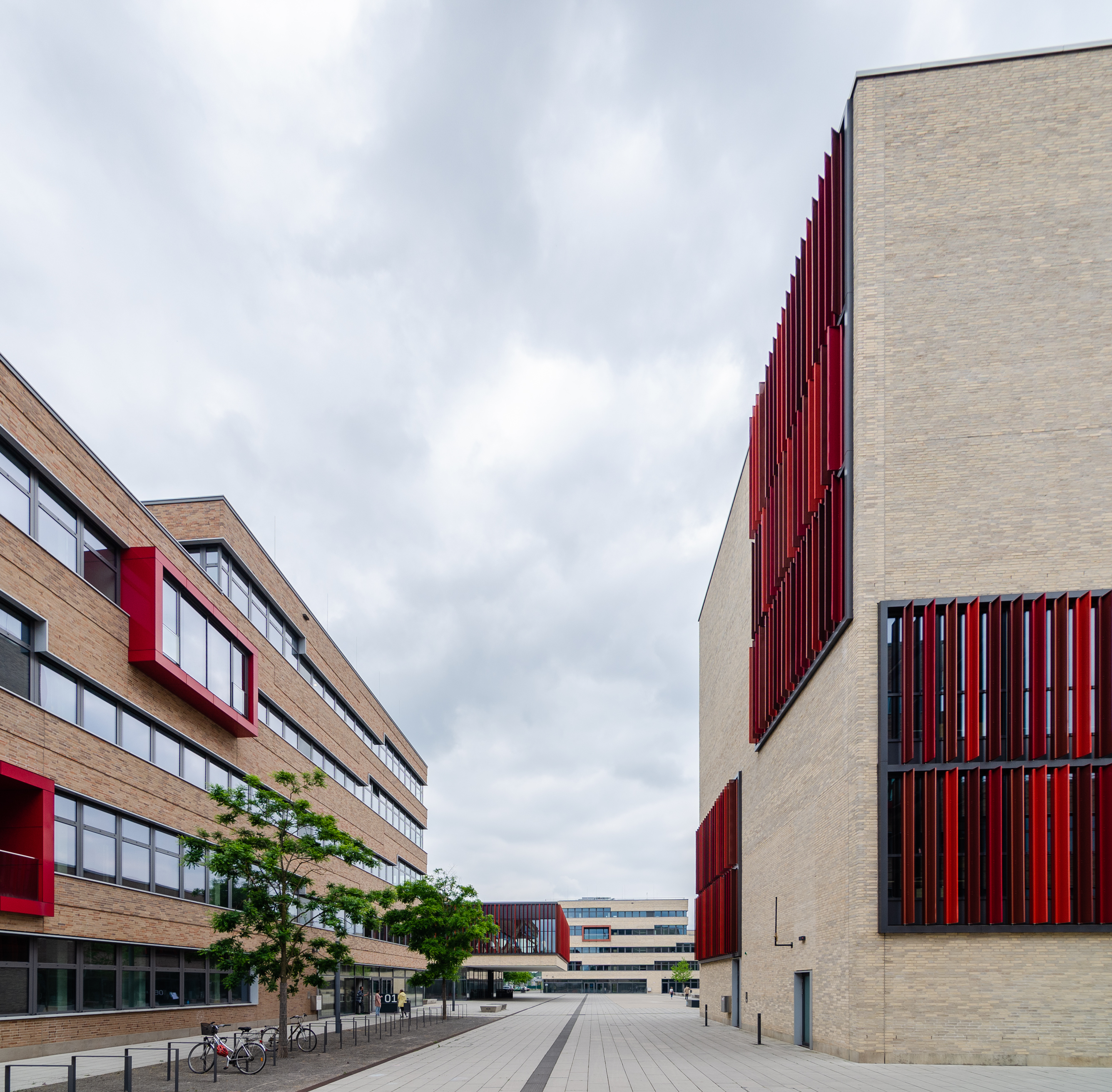
Gebäude 1 & 5
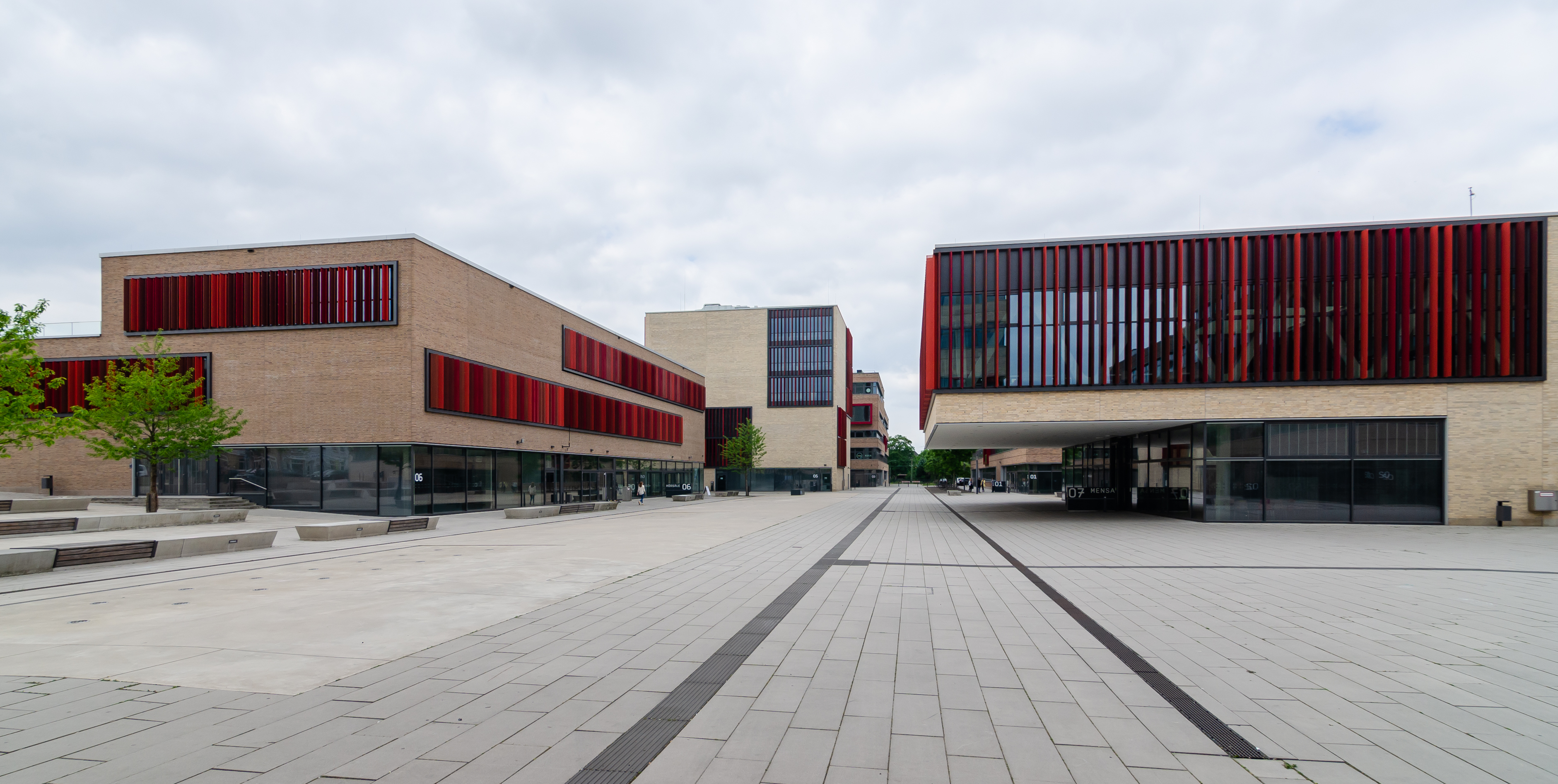
Gebäude 6 (Hörsäle) & 7 (Mensa)

### Standort Bottrop⊙51.5279226.926821

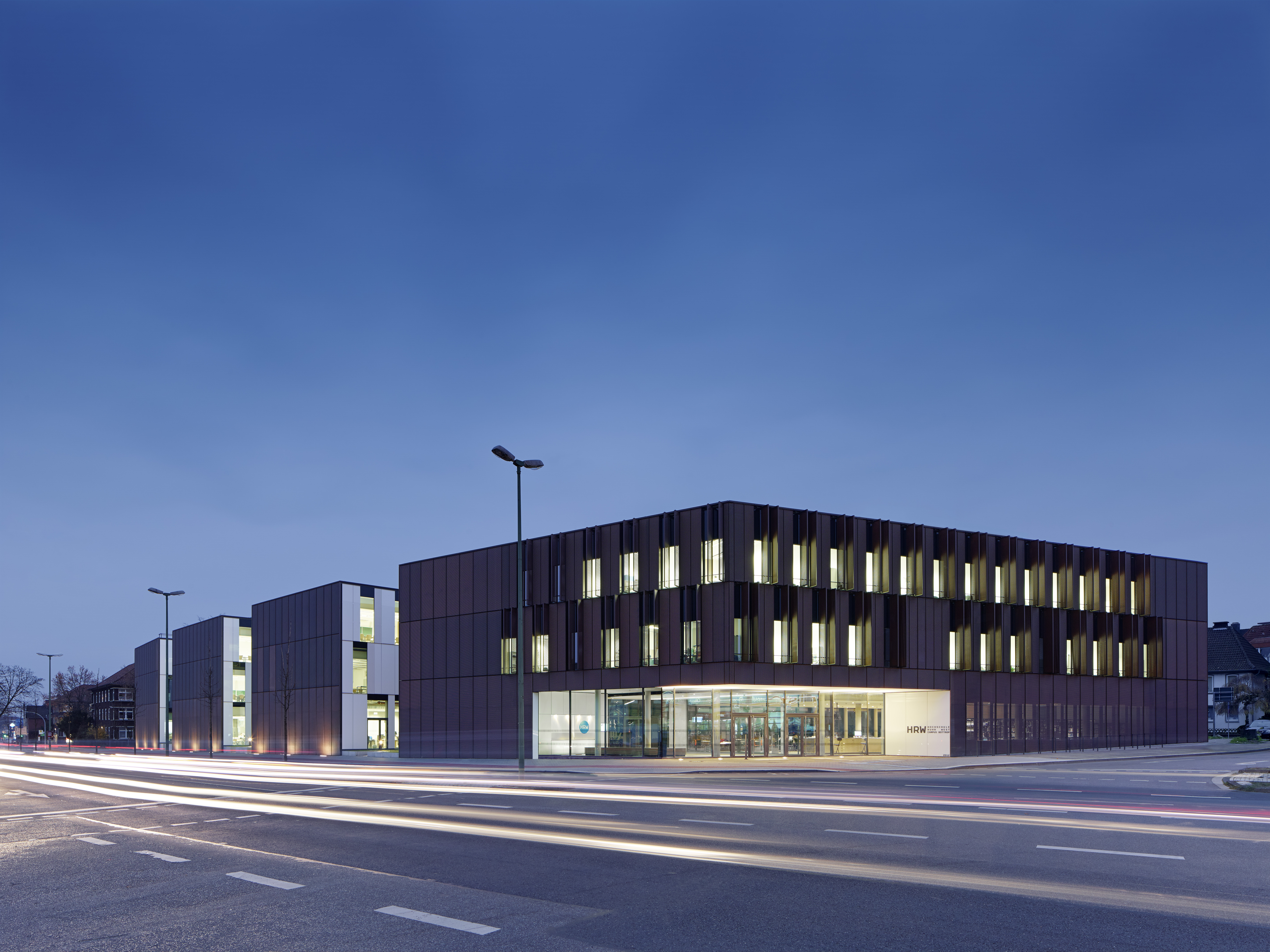
HRW Standort Bottrop (2014)

Für den Campus in Bottrop hat sich der Bau- und Liegenschaftsbetrieb NRW als Bauträger für den Entwurf der „Arbeitsgemeinschaft h4a Gessert + Randecker + Legner Architekten und Vögele Architekten“ mit Kaufer + Passer und der Planergruppe Oberhausen GmbH entschieden.
Im Juli 2013 wurde am Campus Bottrop das Richtfest gefeiert und im Oktober 2014 der Neubau an der Bottroper Lützowstraße 5 eingeweiht. Den Studierenden stehen jetzt moderne Hörsäle, Labore, Mensa und Bibliothek zur Verfügung.

## Studienangebot

### Bachelorstudiengänge
- Angewandte Informatik (B.Sc.)
- Bauingenieurwesen (B.Sc.)
- Betriebswirtschaftslehre – Internationales Handelsmanagement & Logistik (B.A.)
- Betriebswirtschaftslehre – Industrielles Dienstleistungsmanagement (B.Sc.)
- Betriebswirtschaftslehre – Finanzwirtschaft und Management (B.A.)
- E-Commerce (B.Sc.)
- Energieinformatik (B.Sc.)
- Energie- und Wassermanagement (B.A.)
- Energie- und Umwelttechnik (B.Sc.)
- Elektrotechnik (B.Sc.)
- Fahrzeugelektronik und Elektromobilität (B.Sc.)
- Gesundheits- und Medizintechnologien (B.Sc.)
- Internationale Wirtschaft – Emerging Markets (B.A.)
- Internationale Wirtschaft – Emerging Markets (B.A.) Bachelor Plus
- Maschinenbau (B.Sc.)
- Mechatronik (B.Sc.)
- Mensch-Technik-Interaktion (B.Sc.)
- Sicherheitstechnik (B.Sc.)
- Wirtschaftsinformatik (B.Sc.)
- Wirtschaftsingenieurwesen – Bau (B.Sc.)
- Wirtschaftsingenieurwesen – Maschinenbau (B.Sc.)
- Wirtschaftsingenieurwesen – Energiesysteme (B.Eng.)

Viele Bachelorstudiengänge werden auch als duale Variante (ausbildungs- und praxisintegriert) angeboten.

### Masterstudiengänge
- Bauingenieurwesen (M.Sc.)
- Bauingenieurwesen (M.Sc.)
- Betriebswirtschaftslehre – Energie- und Wasserökonomik (M.Sc.)
- Betriebswirtschaftslehre – Industrieservice-Management (M.Sc.)
- Betriebswirtschaftslehre – Internationales Marketing Management (M.A.)
- Betriebswirtschaftslehre – Asienmanagement (M.A.)
- Informatik (M.Sc.)
- Technisches Produktionsmanagement (M.Sc.)
- Systemtechnik (M.Sc.) – der Master für Maschinenbauer, Elektrotechniker und Naturwissenschaftler (ehem. Modellierung technischer Systeme)
- Wirtschaftsingenieurwesen-Energiesysteme (M.Sc.)
- Mensch-Technik-Interaktion (M.Sc.)

Die Masterstudiengänge Betriebswirtschaftslehre sind berufsbegleitend konzipiert, können aber auch in Vollzeit studiert werden.

### Berufsbegleitende Masterstudiengänge
- MBA Global Management / HR (neu ab März 2022)[14]

## Trägerschaft und Selbstverwaltung
Die Hochschule Ruhr West wird als rechtsfähige Körperschaft des öffentlichen Rechts vom Land Nordrhein-Westfalen getragen und verwaltet sich im Rahmen des Hochschulgesetzes Nordrhein-Westfalen selbst.
Die Grundordnung der Hochschule Ruhr West legt folgende Organe der Hochschule fest:
- das Präsidium
- den Präsidenten oder die Präsidentin,
- den Hochschulrat,
- den Senat,
- die Kommission für Qualitätsverbesserung, Studium und Lehre,
- die Hochschulwahlversammlung mit Findungskommission,
- die Fachbereichskonferenz,
- den Fachbereichsrat,
- die Gleichstellungskommission mit dem oder der Gleichstellungsbeauftragten,
- die Stelle zur Vertretung der Belange der studentischen Hilfskräfte,
- der oder die Beauftragte für Studierende mit Behinderung oder chronischer Erkrankung.

In der Grundordnung nicht oder nur am Rande erwähnt, aber gesetzlich vorgeschrieben, ist außerdem das Studierendenparlament und der Allgemeine Studierendenausschuss.

### Präsidium und Präsidentin
Dem Präsidium gehören an:
- Susanne Staude, Präsidentin
- Jörn Hohenhaus, Kanzler
- Oliver Koch, Vizepräsident für Forschung und Transfer
- Susanne Winter, Vizepräsidentin Studium und Lehre
- Arne Eimuth, Vizepräsident für Innovationen in der Lehre

### Hochschulrat
Der Hochschulrat berät das Präsidium und beaufsichtigt die Geschäftsführung. Außerdem wählt er unter anderem das Präsidium mit, nimmt zu dessen Rechenschaftsbericht Stellung und entlastet es. Auch muss er dem Hochschulentwicklungsplan und Wirtschaftsplan der HRW zustimmen. Er tagt mindestens viermal im Jahr.
Am 12. Dezember 2018 wurden die neuen Mitglieder des Hochschulrats der Hochschule Ruhr West ernannt. Ihre Amtszeit beträgt fünf Jahre. Nach einer Änderung in der Grundordnung der Hochschule, ist die Zahl der Mitglieder von sechs auf acht erhöht worden. Dem achtköpfigen Gremium gehören an: Margarete Bülow-Schramm, Burkhard Drescher, Arne Gillert, Anton Grabmeier, Ute Günther, Ute Klammer, Elisabeth Slapio und Ulrich Turck.
Vorsitzende des Gremiums ist Margret Bülow-Schramm. Ihr Stellvertreter ist Burkhard Drescher.

### Senat
Zu den Aufgaben des Senats gehören Mitwahl der Mitglieder des Hochschulrats und des Präsidiums, der Erlass und die Änderung sämtlicher Hochschulordnungen, darunter der Grundordnung sowie die Stellungnahme zum Entwurf des Hochschulentwicklungsplans und des Hochschulvertrages sowie zum Wirtschaftsplan, den Evaluationsberichten und dem jährlichen Präsidiumsbericht. Ferner gibt er Empfehlungen und Stellungnahmen zu den Grundsätzen der Stellen- und Mittelverteilung ab.

### Kommission QSL
Die Kommission für Qualitätsverbesserung, Studium und Lehre der HRW (QSL) überwacht die Verwendung der Landesmittel zur Verbesserung der Lehre- und Forschungsqualität und gibt Empfehlungen hierzu ab. Sie berät andere Organe der Hochschule in fragen von Lehre und Forschung. Ihr gehören 13 stimmberechtigte Mitglieder an, wovon fünf von den Hochschullehrern, sieben von den Studierenden und einer von der akademischen Mitarbeiterschaft gestellt werden.

### Studierendenvertretung

#### Studierendenparlament
Das Studierendenparlament (kurz StuPa) ist das oberste beschließende Gremium der verfassten Studierendenschaft an der HRW. Es besteht aus elf von den Studierenden direkt gewählten Mitgliedern. Es wird jährlich gewählt. Das Studierendenparlament fungiert als Kontrollorgan des AStA. Als Kontrollgremium des AStA, obliegt es dem Studierendenparlament den Haushaltsplan und etwaige Nachträge zu beschließen und dessen Ausführung zu kontrollieren.

#### Allgemeiner Studierendenausschuss
Der AStA wird durch das StuPa kontrolliert. Der AStA handelt im Wesentlichen als das ausführende Organ in der studentischen Selbstverwaltung. Neben den oben genannten Aufgaben betreibt der AStA die laufende Verwaltung.

## Internationale Kooperationen

### Hochschulbündnis CHARM-EU
Seit dem 31. Januar 2022 ist die Hochschule Ruhr West vollwertiges Mitglied der Europäischen Universitäts Allianz CHARM-EU. Zu dieser Allianz gehören außerdem die Universitat de Barcelona, Universität Utrecht, Trinity College Dublin, Julius-Maximilians-Universität Würzburg, Universität Montpellier, Eötvös-Loránd-Universität, Universität Bergen und die Åbo Akademi. Im Rahmen des Bündnisses wird ein neues Universitätsmodell, das zu einem weltweiten Beispiel bewährter Verfahren werden soll, um die Qualität, internationale Wettbewerbsfähigkeit und Attraktivität der europäischen Hochschullandschaft zu steigern geschaffen. Hierzu gehört unter anderem das intereuropäische Masterprogramm "Global Challenges for Sustainability".

### Internationale Kooperationen
Im August 2010 unterzeichneten der damalige Präsident der Hochschule Ruhr West, Eberhard Menzel, und der Vizepräsident für akademische und Internationale Angelegenheiten der chinesischen Qingdao University, Li Qingling, in China einen ersten Kooperationsvertrag.
Die Hochschule Ruhr West kooperiert unter anderem mit Hochschulen in Asien, Europa und Lateinamerika:
- Qingdao University of Science and Technology
- Technische Universität Shanghai
- Polytechnische Universität Zhejiang
- Technische Universität Graz
- Katholische Universität Lille
- Technische Universität Riga
- Faculdade de Economia, Administração e Contabilidade da Universidade de São Paulo
- Technische Universität Opole
- Óbuda University in Budapest
- Istanbul Aydın University
- Beykent Üniversitesi in Istanbul
- Anadolu Üniversitesi in Eskişehir
- Montanuniversität Leoben
- Universidad de León
- Universidad del País Vasco (Universität Baskenland in Bilbao)
- Babeș-Bolyai-Universität Cluj

Das International Office koordiniert sämtliche Auslandsaktivitäten und ist die zentrale Anlaufstelle für Studierende, die einen Auslandsaufenthalt planen, ebenso wie für internationale Studierende und Gastwissenschaftler der HRW.

## Kooperation mit der Wirtschaft
Die Hochschule arbeitet eng mit ortsansässigen Unternehmen zusammen. Die Studiengänge sollen in Abstimmung mit den unterstützenden Unternehmen und nach Abgleich mit dem Studienangebot in Nordrhein-Westfalen entwickelt werden. Unternehmen aus der Region haben bereits 200 Ausbildungsplätze für ein duales Studium zugesagt. Zudem haben sich bereits 100 Unternehmen im Förderverein der HRW zusammengeschlossen.